# O Antagonista
O Antagonista é um site brasileiro de conteúdo jornalístico independente, investigativo e opinativo. Está alinhado à direita política.

## História
O Antagonista foi criado pelos jornalistas Diogo Mainardi e Mário Sabino em 1 de janeiro de 2015. Em agosto de 2015, o jornalista Claudio Dantas passou a integrar como terceiro membro colaborador. Em maio de 2017, Felipe Moura Brasil passou a ser parte da equipe. Segundo seus jornalistas, sua proposta é dar prioridade às opiniões contrárias ao que definem como "protagonismo político, econômico e cultural", como sugere o próprio nome do portal.
O site ainda contou com colaborações especiais como do falecido jornalista Sandro Vaia, publica eventualmente vídeos do apresentador Danilo Gentili, e publicações dos humoristas Hubert e Marcelo Madureira, um jornalista fictício, de nome Agamenon Mendes Pedreira.
Contratou em janeiro de 2017 a jornalista Madeleine Lacsko, que trabalhou anteriormente no programa Radioatividade, da rádio Jovem Pan. Madeleine estreou a TV Antagonista. Em fevereiro de 2020, Felipe Moura voltou ao O Antagonista, após ter deixando o site para assumir a Jovem Pan.
Em março de 2016, 50% do Antagonista foi comprado pela empresa de publicações financeiras Empiricus Research. Desde setembro de 2022, o portal pertence ao investidor Pedro Cerize.

## Prêmios
| Prêmio       | Ano  | Categoria             | Juri     | Resultado | Refs   |
| ------------ | ---- | --------------------- | -------- | --------- | ------ |
| Prêmio iBest | 2022 | Notícias e Jornalismo | Academia | TOP3      | [ 20 ] |
| Prêmio iBest | 2022 | Política              | Academia | Venceu    | [ 20 ] |
| Prêmio iBest | 2022 | Política              | Popular  | TOP3      | [ 20 ] |
| Prêmio iBest | 2022 | Veículo de Opinião    | Academia | Venceu    | [ 20 ] |
| Prêmio iBest | 2021 | Política              | Academia | Venceu    | [ 20 ] |
| Prêmio iBest | 2021 | Política              | Popular  | Venceu    | [ 20 ] |

## Controvérsias
Em 2016, o ex-presidente Luiz Inácio Lula da Silva registrou quatro queixas que viraram inquéritos na 17ª Delegacia de Polícia do Ipiranga, em São Paulo. Entre os pedidos está a investigação de supostos crimes cometidos por jornalistas d'O Antagonista e da revista Veja. A defesa de Lula disse que "sites aparentam existir apenas para atacar a honra e a imagem do ex-presidente".
Em abril de 2017, o jornalista Paulo Henrique Amorim publicou em seu blog Conversa Afiada um diálogo ocorrido durante a delação premiada de Marcelo Odebrecht. No diálogo, o advogado de Marcelo denuncia ao juiz Sergio Moro que O Antagonista estaria transmitindo a delação ao vivo no seu site. Isto, segundo ele, violaria o segredo de justiça determinado por Moro.
Em 15 de abril de 2019, o ministro do Supremo Tribunal Federal Alexandre de Moraes ordenou que uma reportagem do O Antagonista e da Revista Crusoé referente a uma suposta relação entre Dias Toffoli e Marcelo Odebrecht fosse retirada sob pena de multa diária, caso não fosse retirada, de 100 mil reais. A decisão de censurar o conteúdo da revista causou críticas por órgãos de defesa da liberdade de imprensa e de expressão, como a Associação Nacional de Jornais (ANJ), a Associação Nacional de Editores de Revistas (ANER), a Associação Brasileira de Jornalismo Investigativo (ABRAJI) a Associação Brasileira de Imprensa (ABI) e a Transparência Internacional.  A Associação dos Juízes Federais do Brasil (AJUFE) também repudiou a decisão do ministro Alexandre de Moraes, o que considerou "inadmissível". Posteriormente, Alexandre de Moraes voltou atrás na decisão e revogou seu próprio ato.